# Spencer MacCallum
Spencer Heath McCallum (21 de diciembre de 1931 – 17 de  diciembre de 2020), comúnmente conocido como Spencer MacCallum, fue un antropólogo estadounidense, consultor de empresas y autor anarquista individualista. Es notable por su descubrimiento de la cerámica de la ciudad de 
Mata Ortiz, Chihuahua, México. 

## Vida
MacCallum se graduó de la Universidad de Princeton con una licenciatura en historia del arte y recibió una maestría en antropología en la Universidad de Washington. Se especializó en el estudio de la vida, la cultura y la sociedad apátrida de los indígenas de la Costa Noroeste de Norteamérica. Es nieto de Spencer Heath, anarcocapitalista y disidente del georgismo. En 1956 MacCallum y su abuelo fundaron la Science of Society Foundation que publicó una serie de obras de Heath, como el libro Citadel, Market, and Altar. MacCallum fue durante muchos años un activo investigador y profesor para el sector académico y clientes empresariales. Es investigador en el 
Instituto Independiente.

### Ideología
MacCallum compartió con su abuelo el interés en propiedades de múltiples inquilinos donde los desarrolladores alquilan propiedades y son responsables de proporcionar servicios a la comunidad, sustituyendo así las funciones del Estado. Los detalles de estas ideas se encuentran en su libro de 1970 "The Art of Community"; sus artículos de 2003 "The Enterprise of Community: Market Competition, Land, and Environment" y "Looking Back and Forward " (que describe la influencia de su abuelo), y su artículo en 2005 sobre la organización social sin Estado "From Upstate New York to the Horn of Africa". Editó y publicó el libro "The Law of the Somalis" de Michael van Notten que se refiere al fundamento de derecho privado en la sociedad sin Estado somalí.
A través de su abuelo, MacCallum conoció al teórico de monedas alternativas
E.C. Riegel. Después de la muerte de Riegel, MacCallum obtenido todos los documentos de este, que ahora residen en la Fundación Heather, de la cual MacCallum es director. Durante la década de 1970 MacCallum republicó los libros de Riegel "The New Approach to Freedom" y "Private Enterprise Money" y recopiló sus escritos en un nuevo libro llamado "Flight from Inflation: The Monetary Alternative".

### Mata Ortiz
En 1976, MacCallum descubrió y promocionó al artesano Juan Quezada Celado, quien pronto se convirtió en el líder del hoy floreciente movimiento de arte en cerámica de Mata Ortiz, un pequeño pueblo cerca de las antiguas ruinas de Paquimé (o Casa Grandes) en estado de Chihuahua, México. 
McCallum es autor de muchos artículos sobre Mata Ortiz, así como una introducción al libro "Retratos de Arcilla: Los alfareros de Mata Ortiz". Sus esfuerzos ayudaron a la cerámica a ganar aceptación como arte contemporáneo y una forma legítima de arte popular, a la que algunas veces MacCallum llama artísticamente Mat-iz. MacCallum vivía en las cercanías de Casas Grandes, y desempeñó un papel clave en los asuntos de Mata Ortiz.